# 1999 XZ
1999 XZ är en asteroid i huvudbältet som upptäcktes 2 december 1999 av den japanska astronomen Takao Kobayashi vid Ōizumi-observatoriet.